# 2940 Bacon
2940 Bacon је астероид главног астероидног појаса чија средња удаљеност од Сунца износи 2,782 астрономских јединица (АЈ).
Апсолутна магнитуда астероида је 14,0.